# 1928 في البرازيل
فيما يلي قوائم الأحداث التي وقعت خلال عام 1928 في البرازيل.

## رياضة
- 1 يناير – بطولة كاريوكا 1928 الفائز نادي أمريكا.

## مواليد

### يناير
- 1 يناير – ويليام أنطونيو رودريغوس نباتي.[1]
- 6 يناير – كارلوس مانغا مخرج أفلام برازيلي.[2]

### مارس
- 2 مارس – دومينغوس جبريل ويسينويسكي
- 19 مارس – دكوينهو لاعب كرة قدم برازيلي.[3]

### أبريل
- 15 أبريل – روبرتو سانتوس مخرج أفلام برازيلي.[4]

### يونيو
- 21 يونيو – فيوريلا ماري ممثلة إيطالية.[5]
- 27 يونيو – إدواردو كرايغر طبيب برازيلي.

### يوليو
- 16 يوليو – نيلتون كويلو دا كوستا لاعب كرة قدم برازيلي.

### أكتوبر
- 8 أكتوبر – ديدي لاعب ومدرب كرة قدم برازيلي.[6]
- 22 أكتوبر – نيلسون بيريرا سيرجينهو سانتوس[7]
- 25 أكتوبر – باولو مندس دا روشا مهندس معماري برازيلي.[8]

### نوفمبر
- 24 نوفمبر – روبنز خوزيو دا كوستا لاعب كرة قدم برازيلي.

### ديسمبر
- 12 ديسمبر – روبنز مينيللي لاعب ومدرب كرة قدم برازيلي.

## وفيات

### يونيو
- 1 يونيو – راموس دي آزيفيدو (مواليد 1851) مهندس معماري برازيلي.[9]
- 10 يونيو – أنطونيو جوميز أغيري (مواليد 1859) سياسي برازيلي.